# Aigurande
Aigurande és un municipi de la regió de Centre-Vall del Loira, departament de l'Indre. El 2018 tenia 1.426 habitants.